# Emilia Hazelip
Emilia Hazelip (Barcelona, 18 de julio de 1937 - Carcassonne 2 de febrero de 2003)

 fue una agricultora biológica, pionera en el concepto y la metodología de la agricultura sinérgica y la precursora de la permacultura en Francia.
Sus métodos de cultivo fueron inspirados principalmente por los trabajos del microbiólogo y agricultor japonés Masanobu Fukuoka así como de la permacultura de Bill Mollison y David Holmgren, las trasmutaciones biológicas de Corentin Louis Kervran, la obra científica de Marc Bonfils: Suelo y Erosión (Le Sol et l'Erosion), la agricultura de subsistencia, entre otras investigaciones, obras y técnicas de cultivo.

## Motivación y vida personal
Emilia Hazelip narra, en su propio y único vídeo en el que explica su metodología de Agricultura Sinérgica
, además de anotaciones personales, que durante su infancia prestaba atención a las tierras de sembradío quemadas en Castilla, las cuales ella percibía que sufrían y padecían dolor, lo que al final originó en ella la ambición de ayudarlas.
Durante su adolescencia buscó tener estudios relacionados con la agricultura, por lo que a principios de 1960 tomó sus estudios de agricultura biológica en California, Estados Unidos de América. Posteriormente y durante la década de los 60, Emilia conoció y tuvo acercamiento al trabajo del maestro en jardinería Alan Chadwick, en Santa Cruz, además, durante ese tiempo, fue conociendo las obras del escritor americano Ruth Stout, como Gardening Without Work, las obras de Bill Mollison junto a David Holmgren y de Masanobu Fukuoka, sobre todo su obra traducida al idioma inglés llamada The One Straw Revolution con la que ella quedó encantada, lo que la alentó, más tarde, a implantar lo que aprendió en ellas en su residencia en Francia.
En 1985, ya en Francia, Emilia Hazelip tuvo la oportunidad de asistir a una conferencia de Marc Bonfilis cerca de Pyrenees sobre cómo una producción de cereal podía fertilizarse a sí misma, la importancia de no alterar el suelo y de la obtención de nutrientes por parte de una planta al estar expuesta a los rayos del sol.
Una vez Emilia Hazelip comprendió el ciclo de la vida de las plantas y cómo estás viven saludablemente en un ecosistema no perturbado por la mano de la especie humana, empezó a detallar las técnicas, los procesos, los elementos y en sí la metodología para restablecer el equilibrio natural que debe tener una planta en un cultivo para que esta pueda desarrollarse completamente, no se destruya el suelo en donde es cultivada, no haya desechos tóxicos producidos por fertilizantes preparados químicamente o pesticidas para el control de plagas y permita que dicha plantación pueda sustentarse a sí misma progresivamente, o en palabras de Emilia Hazelip (1995): "un ecosistema evolutivo y auto sustentable".
Durante su vida en Europa, Emilia Hazelip promovió no sólo el uso de la agricultura sinérgica,  sino abandonar los estilos convencionales de vida aferrados a la explotación y al beneficio económico que tanto daño nos causan y causan a otras especies sobre este planeta.

Una economía basada en el crecimiento continuo no puede mantenerse indefinidamente, no es durable, pero admitir esto es tener que aceptar que nuestro sistema es falso..., y, claro, antes acabar con minorías, empezar guerras, reprimir, suprimir pueblos enteros... que admitir nuestro error
Agricoltura Sinergica (libera scuola di agricoltura sinergica "Emilia Hazelip"), Emilia Hazelip

Pesé a que la especie humana es muy conservativa que incluso hoy mantiene los mismos gestos agrícolas que empezaron a hacerse en la prehistoria, también otra de nuestras características es la de poder cambiar y adaptarnos a nuevas condiciones cuando las situaciones así lo exigen y hoy en día es de nuestro interés y de todas las vidas sobre este planeta de que aprendamos a producir nuestros alimentos de una forma profundamente más ecológica
Vídeo: Le Jardin de Emilia Hazelip (1995), Emilia Hazelip

Tras su muerte, conocidos y aquellos a los que les enseñó de la agricultura sinérgica, procuraron homenajear su vida uniendo todas sus anotaciones, textos, dibujos, cartas y demás, en una publicación llamada Agricoltura Sinergica (libera scuola di agricoltura sinergica "Emilia Hazelip") que fue publicada en el año 2014, además, en Italia,  fundaron la escuela The Free School of Synergistic Agriculture "Emilia Hazelip", y crearon una red social en internet conocida como Emilia Hazelip, l'Agricoltura Sinergica  a fin de seguir transmitiendo las enseñanzas de Emilia Hazelip y tener contacto con aquellos practicantes de la agricultura sinergica en otros países

.

## La esencia de la Agricultura Sinérgica
Durante el inicio de su llegada a Francia, Emilia Hazelip intentó implantar idénticamente las técnicas de Masanobu Fukuoka en la zona sur de ese país sin resultados agradables para ella a causa del clima con pocas precipitaciones pluviales en verano y al constante clima con viento seco, con lo que se dio cuenta de que tenía que adaptar dichas técnicas a esas tierras, lo que la llevó a considerar leyes basadas en Sinergia
. Posteriormente, Emilia Hazelip establece las cuatro leyes fundamentales de la agricultura sinérgica procurando respetar el equilibrio entre especies y el ciclo natural de su hábitat que originalmente o inicialmente tiene una planta:
1. No realizar ningún trabajo sobre el suelo que implique cambiar o perturbar su estado inicial.
2. No usar ningún fertilizante sobre la tierra o suelo, en su lugar, mantener su propia fertilidad.
3. No usar ninguna sustancia química sobre la tierra o el cultivo, en su lugar, desarrollar y establecer colaboraciones con y entre organismos benéficos que protejan los cultivos y permitan, a su vez, el crecimiento de todo el ecosistema (cultivo).
4. Reutilizar los desechos orgánicos del cultivo sobre él mismo.

De esta forma Emilia Hazelip rechaza de forma rotunda los convencionalismos agrícolas al notar, principalmente, que en ellos existe la afirmación de que todo ser vivo del reino plantae vive indistintamente a los elementos que le rodean, como el suelo, además de que depende primordialmente de los nutrientes que el suelo le brinde a él para vivir cuando es, realmente, una planta la que promueve que el suelo obtenga los nutrientes. Narra en su vídeo de "Le Jardin de Emilia Hazalip" que en sus investigaciones, logró comprobar que las plantas absorben sólo un 2.5% de los nutrientes del suelo y que tales nutrientes son minerales (Potasio, Fósforo, Calcio, Azufre y Magnesio) y Oligoelementos (Hierro, Silicio, Boro, Cobre, Zinc, Manganeso y Molibdeno), mientras que el resto de sus exigencias energéticas las obtiene del agua (75%), de la fotosíntesis (20%) y del nitrógeno (2.5%).
Con el transcurrir de los años, Emilia Hazelip perfeccionó la agricultura sinérgica y estableció la metodología idónea para permitir, a mediano plazo, que un cultivo se sustente a sí mismo como lo haría en su estado salvaje. Para ello, destaca en sus anotaciones, la utilización de bancales, el uso de Humus, las pruebas con distintos depredadores naturales, como la lombriz o el escarabajo, la plantación de diversas plantas como frijoles y claveles de india junto al cultivo principal, el cuidado de cosechar las plantas arrancando y manteniendo las raíces en el suelo, la mantención del ciclo del Oxígeno-Etileno, entre varios pasos más detallados.

## Proliferación de la agricultura sinérgica
Pese a que Emilia Hazelip es de origen español, sus investigaciones y en sí su obra, no tiene tanto auge en España, sino que es en otros países europeos en donde ella impartió conferencias y cursos, como lo fue en Suecia, Francia y sobre todo Italia, que la agricultura sinérgica tiene grandes expectativas de ser usada como método común de la agricultura en esos lugares
.